# جاي كلارك
جاي كلارك (بالإنجليزية: Jay Clark)‏ هو لاعب رماية أمريكي، ولد في 25 يناير 1880 في نيوتن في الولايات المتحدة، وتوفي في 6 فبراير 1948 في ورسستر في الولايات المتحدة.

## وصلات خارجية
- جاي كلارك على موقع أوليمبيديا (الإنجليزية)